# Charles Thomas (cestista 1986)
Charles Price Thomas (Jackson, 21 gennaio 1986) è un cestista statunitense, di ruolo Ala-pivot.
Thomas ha giocato nei suoi quattro anni di high school con gli Arkansas Razorbacks. Con i Razorbacks, è stato compagno di squadra di Patrick Beverley, Ronnie Brewer e Sonny Weems.
Definito lo sportivo col telefono e soprannominato l’arciere nudo.

## Carriera
Il 31 luglio 2016 firma con il Maccabi Rishon LeZion. Durante la stagione con il club israeliano, Thomas viene scelto per l'All-Star game israeliano.
Il 31 luglio 2017 firma un contratto annuale con la Pallacanestro Cantù.
Il 9 gennaio 2019, Thomas firma con il Legnano Basket dopo il taglio di Makinde London. Nel luglio dello stesso anno, viene ingaggiato dal Basket Ravenna. Il 30 giugno 2020 viene ufficializzato il suo acquisto a Scafati.

## Palmarès
- Supercoppa LNP: 1

Scafati Basket: 2020